# Meridiastra atyphoida
Meridiastra atyphoida is een zeester uit de familie Asterinidae.
De wetenschappelijke naam van de soort werd in 1916 gepubliceerd door Hubert Lyman Clark.